# Kanci
Kanci is een bestuurslaag in het regentschap Cirebon van de provincie West-Java, Indonesië. Kanci telt 5448 inwoners (volkstelling 2010).